# Сульфид бария
Сульфи́д ба́рия (се́рнистый ба́рий) — неорганическое вещество, бариевая соль сероводородной кислоты. Химическая формула — BaS.

## Физические свойства
Сульфид бария образует бесцветные кристаллы
кубической сингонии, пространственная группа F m3m, параметры ячейки a = 0,63877 нм, Z = 4,
структура типа хлорида натрия NaCl
.
Соединение плавится при температуре 2200°C.
Хорошо растворяется в воде, практически нерастворим в спирте. Весьма токсичен. Из раствора кристаллизуется в виде гексагидрата BaS·6H2O.

## Получение
- В промышленности: прокаливание сульфата бария с углем или коксом (промежуточный продукт при получении бария):

{\displaystyle {\mathsf {BaSO_{4}+4\ C\longrightarrow \ BaS+4\ CO\uparrow }}}
- В лаборатории: пропускание сероводорода через раствор гидроксида бария при охлаждении:

{\displaystyle {\mathsf {Ba(OH)_{2}+\ H_{2}S\longrightarrow \ BaS+2\ H_{2}O}}}  Далее:

## Химические свойства
- Легко разлагается кислотами с выделением сероводорода:

{\displaystyle {\mathsf {BaS+2\ HCl\longrightarrow \ BaCl_{2}+\ H_{2}S\uparrow }}}
- В водном растворе частично гидролизован по аниону до гидросульфида:

{\displaystyle {\mathsf {2\ BaS+2\ H_{2}O\leftrightarrows \ Ba(HS)_{2}+\ Ba(OH)_{2}}}}
- Водные растворы BaS медленно окисляются кислородом воздуха с выделением серы:

{\displaystyle {\mathsf {2\ BaS+2\ H_{2}O+O_{2}\longrightarrow 2\ Ba(OH)_{2}+2\ S\downarrow }}}
- Поглощает из воздуха углекислый газ и влагу, образуя карбонат бария:

{\displaystyle {\mathsf {BaS+H_{2}O+CO_{2}\longrightarrow \ BaCO_{3}\downarrow +H_{2}S\uparrow }}}
- С насыщенным раствором сероводорода образует кислую соль[3]:

{\displaystyle {\mathsf {BaS+H_{2}S\longrightarrow \ Ba(HS)_{2}}}}
- При прокаливании на воздухе образуется сульфат бария:

{\displaystyle {\mathsf {BaS+2\ O_{2}{\xrightarrow[{}]{1000-1050^{o}C}}\ BaSO_{4}}}}

## Применение
- Промежуточный продукт при получении бария и его соединений.
- Для удаления волосяного покрова со шкур в кожевенной промышленности.

## Токсичность
Сульфид бария является ядовитым веществом как вследствие токсичности сероводорода, образующегося в результате его гидролиза, так и из-за ионов бария. Следует различать сульфид и сульфат бария, используемый в медицине как рентгеноконтрастный препарат. Случайная замена этих веществ может привести к летальному исходу.